# Liste in Tansania vorhandener Dampflokomotiven
Dies ist eine Liste erhaltener Dampflokomotiven auf dem Gebiet von Tansania.
Alle erhaltenen Dampflokomotiven stammen von den East African Railways und weisen demgemäß deren Spurweite auf.

## Spurweite 1000 mm
| Foto                                             | Nummer oder Name           | Bauart / Achsfolge | Hersteller                   | Fabrik-nr. | Baujahr | Historie                                                           | Eigentümer / Betreiber / Strecke | Standort      | Bemerkungen                                                                               |
| ------------------------------------------------ | -------------------------- | ------------------ | ---------------------------- | ---------- | ------- | ------------------------------------------------------------------ | -------------------------------- | ------------- | ----------------------------------------------------------------------------------------- |
| 2509, Schwesterlok der teilweise erhaltenen 2505 | East African Railways 2505 | 2-8-2              | Vulcan Foundry               | 3896       | 1925    | Tanganyika Railways Klasse MK Nr. 210, später 404 ab 1948 EAR 2505 |                                  | Dar es Salaam | Als Wrack teilweise erhalten                                                              |
|                                                  | East African Railways 2927 | 2-8-2              | North British Locomotive Co. | 27442      | 1955    |                                                                    |                                  | Dar es Salaam | Lokomotive war um die Jahrtausendwende betriebsfähig und wurde vor Sonderzügen eingesetzt |